# François-Benjamin May
François-Benjamin May dit Benjamin May (né le 21 juillet 1870 à Bagnes dans le canton du Valais en Suisse, et mort le 27 juillet 1909 à Barcelone) est un frère mariste. Il est mort lors de la Semaine Tragique, tué par balles. Il est reconnu martyr et vénérable par l'Église catholique,,, puis béatifié le 12 juillet 2025. Son nom religieux est frère Lycarion,,.

## Biographie
Benjamin May entra très jeune à l'Institut des Frères Maristes et à 18 ans il adopta le nom religieux de Lycarion (en catalan Licarió). Il a travaillé comme éducateur à Mataró, Gérone, Torelló et Canet de Mar. Dès 1895, il dirige une école d'Álava, à Artziniega.
En 1906, Benjamin May fonde et dirige pendant trois ans le Patronage St-Joseph (Obrer de Sant Josep). Cette école du quartier de Poblenou à Barcelone éduque gratuitement plus de 200 enfants d’ouvriers. Au cours de la Semaine Tragique de 1909, une cinquantaine d’établissements religieux et 18 lieux de culte sont incendiés lors d’émeutes dirigée contre la convocation de réservistes dans le contexte de la campagne du Maroc. Alors que frère Lycarion et d'autres religieux quittent l'institution, en confiance, Lycarion est tué par balles. Le 30 juillet 1909, il est enterré dans la fosse commune du cimetière de Montjuïc.

## Béatification
Le processus de béatification a commencé en août 1966 à Barcelone, il a été interrompu et a repris en 1992. Le pape François a reconnu le martyre de Benjamin May le 27 janvier 2025, puis Léon XIV a fixé la date de la béatification. Frère Lycarion a été proclamé béatifié lors d'une cérémonie dans l’église du couvent de Saint-François-de-Sales (collège mariste) le 12 juillet 2025. À cette occasion une relique du bienheureux, des écrits de sa main retrouvés récemment à Champsec, a été bénie.